# 庄婧
庄婧，香港阳光卫视主持人。主持栏目《阳光书坊》《说文解字》
阳光卫视多档思想言论节目创始人、制片人。作品有《子夜》《阳光书坊》《春秋》《说文解字》《亲历》
- 【80篇】庄婧：不在同一起跑线上的独生子女